# Budynek Azylu Miejskiego w Katowicach
Budynek Azylu Miejskiego w Katowicach – budynek użyteczności publicznej w Katowicach, położony przy ulicy P. Pośpiecha 14, powstały w 1929 roku w stylu funkcjonalistycznym. Zaprojektowali go Władysław Czerny-Szwarcenberg i Lucjan Sikorski. Pierwotnie mieścił się w nim Azyl Miejski, od 1943 roku szpital dziecięcy, natomiast od 2003 roku jest siedzibą Powiatowego Urzędu Pracy w Katowicach.

## Historia
Instytucja Azylu Miejskiego, podległa Wydziałowi Opieki Społecznej magistratu w Katowicach, od 1925 roku swoją siedzibę miała w prowizorycznym baraku przy ulicy Wojewódzkiej 60. Budynek ten jednak nie spełniał norm, dlatego też dla tej instytucji w 1927 roku zaprojektowano nowoczesny gmach, którego autorami jest dwóch architektów: Władysław Czerny-Szwarcenberg i Lucjan Sikorski. Został on oddany do użytku 1 października 1929 roku, w zachodniej części miasta, w Załężu. Był to wówczas najnowocześniejszy tego typu obiekt w Polsce, wzorowany na azylu wiedeńskim. Początkowo nowy gmach miał powstać w Bogucicach przy obecnej ulicy Katowickiej, lecz przeciwko tej lokalizacji zaprotestowały Zakłady Hohenlohego, gdyż ich kopalnie wydobywały w miejscu planowanego gmachu węgiel kamienny.
Azyl zaczął przyjmować pierwszych potrzebujących w 1931 roku. Budynek ten wówczas składał się w dwóch części: męskiej i żeńskiej. Dodatkowo w azylu znajdowały się łaźnie z natryskami, wspólne sale do dezynfekcji, sale sypialne, warsztaty rzemieślnicze dla mężczyzn i pralnie dla kobiet, a także kuchnia. Pobyt w azylu był częściowo odpłatny. Do azylu przesiedlano najbiedniejszych mieszkańców Katowic, w tym z kolonii Amandy. W 1936 roku z azylu skorzystały 2882 osoby.
W 1943 roku w budynku Azylu Miejskiego powstał Szpital Dziecięcy. W 1945 roku szpital ten został zdewastowany przez wkraczającą Armię Czerwoną. Został on reaktywowany przez dr. Stanisława Roszka i siostry jadwiżanki. W 1948 roku przy ulicy Macieja 10 oddano do użytku na cele szpitalne drugi budynek szpitala dziecięcego – gmach ten powstał w 1938 roku jako miejski przytułek dla dzieci (późniejsza siedziba Izby Wytrzeźwień). W 1957 roku Szpital Specjalistyczny dla Dzieci w Katowicach-Załężu posiadał 215 łóżek w dwóch budynkach. W obydwu budynkach znajdowały się kotłownie, pralnie i kuchnie. Przynajmniej trzykrotnie planowano rozbudować szpital poprzez połączenie obydwu budynków. Do 1971 roku ze szpitala zwolniono wszystkie jadwiżanki.
Szpital Miejski dla Dzieci nr 3 funkcjonował do końca XX wieku. Przeniósł się on do Szpitala Klinicznego nr 6 Górnośląskiego Centrum Zdrowia Dziecka i Matki, oddanego do użytku 29 maja 1999 roku. W budynku dawnego Azylu Miejskiego od listopada 2003 roku funkcjonuje Powiatowy Urząd Pracy w Katowicach. W tym czasie przebudowano budynek – w narożniku powstała przeszklona dwupoziomowa sala obsługi petentów.

## Architektura
Budynek dawnego Azylu Miejskiego został wybudowany przez Magistrat Miasta Katowice jako dwubryłowy gmach, którego skrzydła łączyła część narożna, gdzie powstały wejścia (jedno dla mężczyzn, a drugie dla kobiet) i klatka schodowa. Jedna bryła powstała równolegle, a druga prostopadle do ulicy P. Pośpiecha. Większe skrzydło przeznaczone było dla mężczyzn, a mniejsze dla kobiet.  
Projekt budynku powstał w Biurze Architektonicznym Magistratu Miasta Katowice we współpracy Władysława Szwarcenberg-Czernego z Lucjanem Sikorskim. Jest to budynek trzykondygnacyjny, podpiwniczony, wybudowany w konstrukcji szkieletu żelbetowego wypełnionego cegłą pełną, otynkowany. Elewacje pierwotnie były urozmaicone pasami okien, pomiędzy którymi znajdowały się płaszczyzny ceglane. 